# Michel Dancoisne-Martineau

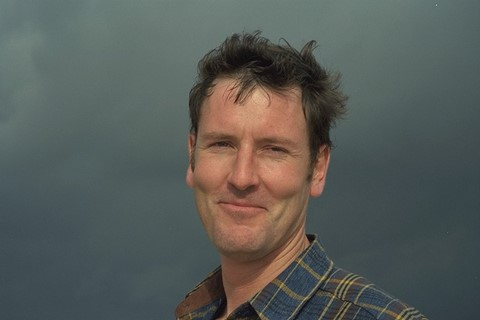
Michel Dancoisne-Martineau (2016)

Michel Dancoisne-Martineau (* 5. Dezember 1965) ist seit 1987 der französische Gesandte auf St. Helena. 
Er ist als offizieller Vertreter des Ministeriums für Europa und Äußeres für die Verwaltung der französischen Gebiete auf St. Helena zuständig. Als solcher ist Dancoisne-Martineau einer der drei Geschäftsführer der Saint Helena Napoleonic Heritage Ltd. Seit 1990 ist er zudem französischer Honorarkonsul auf der Atlantikinsel.
Seit seinem Amtsantritt 1987 bis 1998 war Dancoisne-Martineau maßgeblich an der Renovierung der französischen Gebäude auf St. Helena, darunter vor allem dem Haus Briars beteiligt. Von 2010 organisierte er eine Kampagne zur Rettung von Longwood House, der letzten Wohnstätte von Napoleon Bonaparte.

## Werke (Auswahl)
- Napoléon et Sainte-Hélène and Saint Helena, 12. Bände, seit 2015.

- Je suis le Gardien du Tombeau vide, Flammarion 2017, ISBN 9782081395275. (Autobiographie)
- Chroniques de Sainte-Hélène Atlantique Sud, Perrin, Paris 2011.